# Organización de Pioneros Dimitrovistas Septiembristas
La Organización de Pioneros Dimitrovistas Septiembristas (en búlgaro: Димитровска пионерска организация "Септемврийче") fue un Movimiento de Pioneros de la República Popular de Bulgaria. La organización fue fundada en septiembre de 1944. Los septiembristas organizaban a niños y jóvenes de entre 9 y 14 años de edad. Sus asuntos diarios eran supervisados por la Liga Juvenil Comunista Dimitrovista. En 1967 tenía unos 700.000 miembros. Había también una organización llamada chavdarcheta para los niños más pequeños, los cuales posteriormente serían futuros pioneros.

### Juramento de los Pioneros Dimitrovistas
"Yo, pionero dimitrovista, prometo hoy solemnemente a mis camaradas y a mi pueblo heroico, luchar desinteresadamente por el trabajo del Partido Comunista Búlgaro y avanzar hacia la victoria del comunismo. Juro defender y guardar el legado y la promesa de Gueorgui Dimitrov y cumplir con las leyes de los pioneros dimitrovistas. Por lo tanto prometo ser un digno ciudadano de mi querida patria, la República Popular de Bulgaria."